# Rote Zone (Kampfmittelräumung)
Rote Zonen sind Munitionsverdachtsgebiete oder auch Kampfmittelverdachtsflächen, in denen Munition mit sehr hoher Wahrscheinlichkeit vermutet werden können.
Munitionsverdachtsgebiete bestehen häufig bei ehemaligen oder immer noch genutzten
- Truppenübungsplätzen (vor allem solchen mit scharfem Schuss)
- Schlachtfeldern (hier vor allem die Schlacht um Berlin), Kesselschlachten (u. a. Halbe)
- Produktionsanlagen für Sprengstoffe bzw. Granaten, Bomben etc.
- Transport- und Lagerungsanlagen für dito.

Sie entstehen durch unvollständig oder gar nicht umgesetzte Spreng- bzw. Kampfmittel. Das können beispielsweise sein
- verschossene Granaten- oder abgeworfene Bomben-Blindgänger
- nicht verschossene Munition(sreste)
- durch behelfsmäßige Sprengung im Zuge eines Rückzugs oder
- nach einer Eroberung unvollständig vernichtete Sprengmittel.

In den Munitionsverdachtsgebieten gibt es 
- Flächen, die beräumt und zum Betreten frei gegeben sind.
- beräumte Wege durch nicht beräumte Flächen, wo nur die Wege zur Benutzung frei gegeben sind.
- Rote Zonen mit so hoher Munitionsbelastung, dass ein absolutes Betretungsverbot ausgesprochen wurde. Hier ist jede ungeschützte Bewegung lebensgefährlich.

In Deutschland sind weder die Munitionsverdachtsflächen noch die Roten Zonen darin komplett, noch annähernd vergleichbar bekannt bzw. kartografiert. Es kann aber davon ausgegangen werden, dass es in fast jedem Bundesland entsprechend problematische Flächen gibt.

## WikiLinks
Kampfmittelbeseitigung